# Narraciones extraordinarias
Narraciones extraordinarias o Historias extraordinarias (título original en francés: Nouvelles Histoires extraordinaires) es una colección de cuentos escritos por Edgar Allan Poe, luego traducidos y recopilados bajo este título por Charles Baudelaire en 1857.

## Contexto
En 1847, Baudelaire conoció la obra de Poe, en la que encontró cuentos y poemas que, según él, existían desde hacía tiempo en su propio cerebro pero nunca habían tomado forma. Baudelaire vio en Poe a un precursor e intentó ser su homólogo francés contemporáneo. Desde ese entonces hasta 1865, se dedicó en gran parte a traducir las obras de Poe; sus traducciones fueron ampliamente elogiadas. Baudelaire no fue el primer traductor francés de Poe: antes que él ya estaban presentes Gustave Brunet en 1844, Alphonse Borghers en 1845, Emile Forgues en 1846 e Isabelle Meunier en 1847; pero sus traducciones estaban consideradas entre las mejores y siguen siendo referentes hasta el presente.

## Contenido
A continuación se enlistan los relatos en el orden que fueron publicados por la editorial Michel Lévy Frères en 1857, con la fecha de publicación original entre paréntesis.
- El demonio de la perversidad (julio de 1845)
- El gato negro (19 de agosto de 1843)
- William Wilson (octubre de 1839)
- El hombre de la multitud (diciembre de 1840)
- El corazón delator (enero de 1843)
- Berenice (marzo de 1835)
- La caída de la Casa Usher (septiembre de 1839)
- El pozo y el péndulo (1843)
- Hop-Frog (17 de marzo de 1849)
- El barril de amontillado (noviembre de 1846)
- La máscara de la muerte roja (19 de julio de 1845)
- El rey Peste (septiembre de 1835)
- El diablo en el campanario (18 de mayo de 1839)
- Los leones (mayo de 1835)
- Cuatro bestias en una (4 de marzo de 1836)
- Conversación con una momia (abril de 1845)
- El poder de las palabras (junio de 1845)
- El coloquio de Monos y Una (agosto de 1841)
- La conversación de Eiros y Charmion (diciembre de 1839)
- Sombra - Parábola (septiembre de 1835)
- Silencio - Fábula (otoño de 1837)
- La isla del Hada (junio de 1841)
- El retrato oval (abril de 1842)

Una nueva edición de la obra por la editorial Maison Quantin en 1884 incluye además las siguientes obras:
- El jugador de ajedrez de Maelzel (ensayo) (abril de 1836)
- Eleonora (1842)
- Cuento de Jerusalén (9 de junio de 1832)
- El ángel de lo raro (abril de 1844)
- El sistema del Dr. Tarr y el profesor Fether (noviembre de 1845)
- El dominio de Arnheim (marzo de 1847)
- El cottage de Landor (9 de junio de 1849)